# Teun de Nooijer
Pour les articles homonymes, voir De Nooijer.
Teun Floris de Nooijer est un joueur néerlandais de hockey sur gazon né le 22 mars 1976 à Egmond aan den Hoef en Hollande-Septentrionale.

## Biographie
De Nooijer fait ses débuts en équipe nationale le 4 juin 1994 contre la Nouvelle-Zélande (5-0 pour les Pays-Bas). Aujourd'hui il compte 453 sélections (détenteur du record mondial de plus de sélections jusqu’à peu, détrôné par JJ Dohmen)et 145 buts à son actif. En 1998 il marque le « but en or » en finale de la coupe du monde et offre ainsi à son pays un 3e sacre de champion du monde (après 1973 et 1990).
Il reçoit à trois reprises le titre de meilleur joueur de l'année (2003, 2005 et 2006).